# 1996年アトランタオリンピックのアイルランド選手団
1996年アトランタオリンピックのアイルランド選手団（1996ねんアトランタオリンピックのアイルランドせんしゅだん）は、1996年7月19日から8月4日にかけてアメリカ合衆国のジョージア州アトランタで開催された1996年アトランタオリンピックのアイルランド選手団、およびその競技結果。

## 概要
今大会は金メダル3個、銅メダル1個の合計4個のメダルを獲得した。

## メダル
| メダル | 選手名           | 競技 | 種目                 |
| ------ | ---------------- | ---- | -------------------- |
| 金     | ミシェル・スミス | 競泳 | 女子400m自由形       |
| 金     | ミシェル・スミス | 競泳 | 女子200m個人メドレー |
| 金     | ミシェル・スミス | 競泳 | 女子400m個人メドレー |
| 銅     | ミシェル・スミス | 競泳 | 女子200mバタフライ   |